# キーリング曲線

1958年から2019年の大気中二酸化炭素濃度

キーリング曲線（キーリングきょくせん、英語: Keeling Curve）とは、1958年から現在までのハワイ島マウナロア観測所の連続観測を基に、地球大気中の二酸化炭素の蓄積をグラフ化したものである。この曲線は、観測プログラムを開始し、2005年に亡くなるまで監視していた科学者チャールズ・デービッド・キーリングにちなんで名付けられた。 
キーリングの観測は、大気中の二酸化炭素（CO2）レベルの急増に関する重要な証拠を示した。ハーバード大学科学史の教授、ナオミ・オレスケス博士によると、キーリング曲線は20世紀の最も重要な科学的成果の一つである。多くの科学者は、このキーリング曲線が、現在の大気中のCO2の増加に世界の注目を集めた最初のきっかけになったと評価している。 

## 背景
1950年代よりも前、大気中のCO2濃度のデータは、様々な場所で特定の目的で採取されていた。1938 年、エンジニアでアマチュアの気象学者であるガイ・スチュワート・カレンダーは、大気中のCO2のデータセット、1898-1901年のキュー（イギリス）での平均274 ppmv（体積あたり百万分率）と、1936-1938年の米国東部での平均 310 ppmvを比較し、CO2濃度は人為的な排出によって上昇していると結論づけた。しかし、カレンダーの発見は、測定値が限定的な性質のものだっため、科学界に広く受け入れられなかった。 
カリフォルニア大学サンディエゴ校スクリップス海洋研究所のチャールズ・デービッド・キーリングは、1958年3月以降ハワイのマウナ・ロア山と南極で、大気中の二酸化炭素を定期的に頻繁に測定した最初の人物である。キーリングは、それまでにモントレー近郊のビッグサー、ワシントン州オリンピック半島の熱帯雨林、アリゾナ州の高山林などで測定技術を試してきた。彼は、植物や土壌の呼吸による夜間のCO2過剰、北半球の「自由大気」を代表する午後の値など、CO2の日周的な挙動を観察していた。

## マウナロアの観測

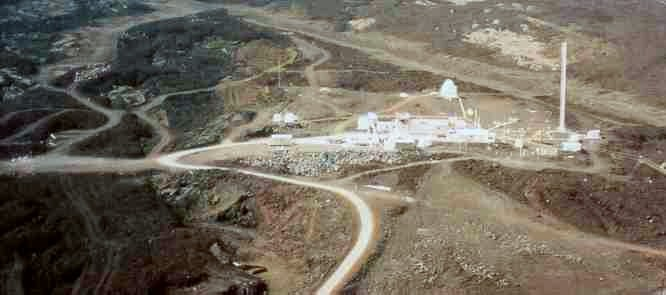
マウナロア観測所

1957年から1958年の国際地球観測年に、キーリングはアメリカ国立気象局から資金を得て、南極点やハワイ島のマウナロア火山などの遠隔地に赤外線ガス分析器を設置した。マウナロアは、大陸から遠く離れた場所にあり、植生がないことから、長期的なモニタリングサイトとして選ばれた。キーリングと彼の共同研究者は、火口からの局所的な汚染を最小限に抑えるために、逆転層の上に入ってくる海風を測定した。データは、局所的な汚染による影響を除くために正規化された。1960年代半ばの資金削減のため、キーリングは、南極での継続的な観測の放棄を余儀なくされたが、彼はマウナロア観測所での運用維持のために十分な資金をかき集め、現在まで継続している。 
1960年のキーリングの Tellus 誌掲載論文は、マウナ・ロアと南極（1957年から1960年）での最初の月次CO2記録を示し、「明確な季節的なサイクル...そしておそらく、年々CO2が世界的に上昇している」ことを発見した(pp41–42)。1970年代までには、大気中の二酸化炭素の増加は継続していて、人為的な排出が原因であることが十分に認識されていた。 
ハワイのマウナロア観測所の二酸化炭素測定は、世界気象機関の規格で較正された、現在、非分散型赤外線（NDIR）センサーとして知られている一種の赤外線分光光度計で行われている。このタイプの機器は、元々はカプノグラフィと呼ばれていたが、1864年にジョン・ティンダルによって最初に発明され、記録紙レコーダにペンの痕跡を記録した。現在、スクリップス海洋研究所の赤外線分光光度計と同時に動作するように、いくつかのレーザー式センサーが追加されているが、マウナロアのアメリカ海洋大気庁の測定では、非分散型赤外線センサーが使用されている。

## 結果と解釈
マウナロア観測所での測定により、大気中の平均CO2濃度が1958年3月の313 ppmvから2018年11月の406 ppmvまで、毎年～2 ppmvの安定した増加を示した。この大気中のCO2は化石燃料の燃焼によるもので、近年加速している。CO2は温室効果ガスであり、地球温暖化に大きな影響を与える。 極地の氷床コアに閉じ込められた古い時代の気泡の平均CO2濃度の測定値は、完新世（紀元前 9,000 年以降）では 275から285 ppmvの間であったが、19 世紀初頭から急激に上昇し始めた。 
また、キーリング曲線は、毎年約5 ppmvの周期的な変動を示しており、これは世界の陸地の植生によるCO2取り込み量の季節的な変化に対応している。この植生の大部分は、陸地の大部分を占める北半球にある。新しい植物の成長がCO2を光合成によって大気中から吸収するため、5月の最大値から、北半球の春と夏の間に減少する。9月に最小値に達した後、植物や葉が枯れて朽ち果てるとCO2は大気圏に戻り、北半球の秋から冬にかけて再び上昇する。

## 遺産

### 地球規模の観測
キーリングの発見の重要性もあり、アメリカ海洋大気庁は1970年代に世界のCO2濃度のモニタリングを開始した。現在、大気中のCO2濃度は、全球温室効果ガスリファレンスネットワークを通じて、世界中の約100の地点で観測されている。他の多くの孤立したサイトでの測定では、キーリング曲線が示す長期的な傾向が確認されているが、マウナロアほど長い記録を持つサイトはない。 

### ラルフ・キーリング
2005年にチャールズ・デイビッド・キーリングが亡くなって以来、プロジェクトの責任と監督はキーリングの息子であるラルフ・キーリングに引き継がれた。プロジェクト開始50周年を記念して、若きキーリングはサイエンス誌に父の生涯と仕事、そしてプロジェクトがどのように成長し、進化してきたかについての記事を書いた。より精密な測定機材と地球のCO2レベルのモニタリングプロジェクト用の資金とともに、キーリングは父の仕事への誇りと、彼の記憶の中でどのようにそれを続けてきたかを記述している。 

### 認識
2015年には、キーリング曲線がアメリカ化学会から国の歴史的化学ランドマークに指定された。マウナロア観測所とカリフォルニア大学サンディエゴ校スクリップス海洋研究所に記念プレートが設置された。 

### 2013年に400ppm超過
2013年5月9日、マウナロアで測定された大気中のCO2の1日平均濃度が400 ppmv（百万分率）を超えた。これまでの地質年代のCO2の推定では、200万年前から400万年前の鮮新世中期以降、CO2がこのレベルに達していないことが示唆されている。 